# Mazaniwka
Mazaniwka (ukr. Мазанівка) – wieś na Ukrainie, w obwodzie donieckim, w rejonie kramatorskim. W 2001 liczyła 12 mieszkańców.